# Ajam Boujarari Mohammed
Ajam Boujarari Mohammed (født 3. april 1961) er en tidligere marokkansk fodboldspiller og træner.
Han har tidligere trænet Shonan Bellmare.